# Accident ou incident aérien impliquant un Douglas DC-8
Au cours de sa carrière, le Douglas DC-8 construit à 556 unités a été impliqué dans 153 accidents ou incidents aériens, dont 84 occasionnant la perte de l'appareil.

## Accidents les plus meurtriers
| date              | lieu                                               | avion concerné | service                                | notes | sources |
| ----------------- | -------------------------------------------------- | -------------- | -------------------------------------- | --- | ------- |
| 16 décembre 1960  | New York                                           | N8013U         | United Airlines 826                    | Collision aérienne de New York, avec un Lockheed Super Constellation | [ 2 ]   |
| 30 mai 1961       | Au large de Lisbonne                               | PH-DCL         | Vol Viasa 897                          | Perte de contrôle non expliquée. 61 morts, aucun survivant | [ 3 ]   |
| 7 juillet 1962    | Junnar                                             | I-DIWD         | Vol Alitalia 771                       | Probable erreur de pilotage. 94 morts, aucun survivant | [ 4 ]   |
| 29 novembre 1963  | Sainte-Thérèse                                     | CF-TJN         | Vol Trans-Canada Airlines 831          | 118 morts. | [ 5 ]   |
| 25 février 1964   | Lac Pontchartrain                                  | N8607          | Vol Eastern Air Lines 304 (en)         | Perte de contrôle dans les turbulences. 58 morts. | [ 6 ]   |
| 4 mars 1966       | Aéroport international de Tokyo-Haneda             | CF-CPK         | Vol Canadian Pacific Air Lines 402     | S'écrase à l'atterrissage dans une météo très défavorable. 64 morts, 8 survivants. | [ 7 ]   |
| 5 mars 1967       | Aéroport international de Monrovia-Roberts         | PP-PEA         | Vol Varig 837 (en)                     | L'avion s'écrase après une erreur de pilotage. 56 morts dont 5 au sol. | [ 8 ]   |
| 5 juillet 1970    | Approche de Toronto Pearson International Airport  | CF-TIW         | Vol Air Canada 621                     | S'écrase à l'approche à cause d'une erreur de pilotage. 109 morts, aucun survivant. | [ 9 ]   |
| 5 mai 1972        | Près de Palerme                                    | I-DIWB         | Vol Alitalia 112                       | Accident à l'approche de Palerme (erreur de pilotage), tuant les 115 occupants | [ 10 ]  |
| 28 novembre 1972  | Aéroport de Moscou-Cheremetievo                    | JA8040         | Vol Japan Air Lines 446 (en)           | L'avion décroche peu après le décollage, sans doute en raison d'un déploiement accidentel des spoilers. 61 morts, 15 survivants. | [ 11 ]  |
| 4 décembre 1974   | Sri Lanka                                          | PH-MBH         | Vol Martinair 138                      | Vol charter opéré par Martinair pour Garuda, transportant des pèlerins indonésiens vers l'Arabie saoudite. 191 morts (accidents le aérien plus meurtrier de l'histoire du Sri Lanka).                                                   | [ 12 ]  |
| 15 novembre 1978  | Sri Lanka                                          | TF-FLA         | Vol Loftleiðir 001                     | Transportait des pèlerins indonésiens vers l'Arabie saoudite. S'écrase dans les montagnes près de Colombo, où il devait faire escale. 183 mort et 79 survivants.                                                                        | [ 13 ]  |
| 18 septembre 1984 | Aéroport international Mariscal Sucre              | HC-BKN         | Vol Aeroservicios Ecuatorianos 767-103 | Un avion-cargo s'écrase au décollage de Quito. Le stabilisateur hoizontal n'avait pas été réglé en accord avec le chargement de l'avion. 4 membres d'équipage tués, et 49 personnes au sol (l'avion tombant sur une zone résidentielle) | [ 14 ]  |
| 12 décembre 1985  | Au décollage de l'Aéroport international de Gander | N950JW         | Vol Arrow Air 1285R                    | L'avion décroche peu après le décollage pour des raisons qui n'ont pas été totalement identifiées. 256 morts, aucun survivant. | [ 15 ]  |
| 11 juillet 1991   | Approche de l'Aéroport international Roi-Abdelaziz | C-GMXQ         | Vol Nigeria Airways 2120               | 262 morts dans l'écrasement d'un avion transportant des pèlerins. Accident le plus meurtrier pour un DC-8. | [ 16 ]  |